# Natação nos Jogos Pan-Americanos de 2019 - 400 m medley masculino
As competições dos 400 metros medley masculino da natação nos Jogos Pan-Americanos de 2019 foram realizadas em 9 de agosto no Centro Aquático Nacional, em Lima, no Peru. 

## Calendário
Horário local (UTC-5).
| Data        | Horário | Fase          |
| ----------- | ------- | ------------- |
| 9 de agosto | 11:42   | Eliminatórias |
| 9 de agosto | 21:21   | Final B       |
| 9 de agosto | 21:21   | Final A       |

## Medalhistas
| Ouro   | USA Charlie Swanson        |
| Prata  | BRA Leonardo Coelho Santos |
| Bronze | BRA Brandonn Almeida       |

## Recordes
Antes desta competição, os recordes mundiais e pan-americanos da prova eram os seguintes:
| Tipo                             | Atleta             | Tempo   | Local          | Data                 |
| -------------------------------- | ------------------ | ------- | -------------- | -------------------- |
|                                  | USA Michael Phelps | 4m03s84 | Pequim         | 10 de agosto de 2008 |
| Recorde dos Jogos Pan-Americanos | BRA Thiago Pereira | 4m11s14 | Rio de Janeiro | 17 de julho de 2007  |

## Resultados

### Eliminatórias
A eliminatória foi realizada em 9 de agosto. 
| Pos. | Bateria | Raia | Nadador                  | Nacionalidade      | Tempo   | Notas |
| ---- | ------- | ---- | ------------------------ | ------------------ | ------- | ----- |
| 1    | 3       | 4    | Charlie Swanson          | USA Estados Unidos | 4:16.66 | QA    |
| 2    | 2       | 4    | Brandonn Almeida         | BRA Brasil         | 4:23.24 | QA    |
| 3    | 2       | 3    | Jarod Arroyo             | PUR Porto Rico     | 4:23.70 | QA    |
| 4    | 3       | 5    | Tomas Peribonio          | ECU Equador        | 4:23.77 | QA    |
| 5    | 2       | 5    | Leonardo Coelho Santos   | BRA Brasil         | 4:24.51 | QA    |
| 6    | 2       | 6    | Héctor Ruvalcaba Cruz    | MEX México         | 4:25.11 | QA    |
| 7    | 2       | 2    | Erick Gordillo Guzman    | GUA Guatemala      | 4:26.64 | QA,   |
| 8    | 3       | 7    | Santiago Corredor        | COL Colômbia       | 4:27.66 | QA    |
| 9    | 3       | 6    | Miguel Ángel Cancel      | PUR Porto Rico     | 4:27.95 | QB    |
| 10   | 3       | 1    | Bernhard Christianson    | PAN Panamá         | 4:28.34 | QB    |
| 11   | 3       | 2    | Luis Vega Torres         | CUB Cuba           | 4:29.14 | QB    |
| 12   | 2       | 7    | Jonathan Gómez           | COL Colômbia       | 4:29.34 | QB    |
| 13   | 3       | 3    | Ricardo Vargas           | MEX México         | 4:33.22 | WD    |
| 14   | 1       | 5    | Gustavo Gutierrez Lozano | PER Peru           | 4:35.14 | QB    |
| 15   | 1       | 4    | Jose Neumann Doig        | PER Peru           | 4:35.89 | QB    |
| 16   | 2       | 1    | Matías López             | PAR Paraguai       | 4:36.13 | WD    |
| 17   | 1       | 3    | Manuel Osorio Moran      | CHI Chile          | 4:37.11 | WD    |

### Final B
A final B foi realizada em 9 de agosto. 
| Pos. | Raia | Nadador                  | Nacionalidade  | Tempo   | Notas |
| ---- | ---- | ------------------------ | -------------- | ------- | ----- |
| 9    | 3    | Luis Vega Torres         | CUB Cuba       | 4:25.05 |       |
| 10   | 5    | Bernhard Christianson    | PAN Panamá     | 4:25.93 |       |
| 11   | 4    | Miguel Ángel Cancel      | PUR Porto Rico | 4:28.54 |       |
| 12   | 6    | Jonathan Gómez           | COL Colômbia   | 4:31.66 |       |
| 13   | 2    | Gustavo Gutierrez Lozano | PER Peru       | 4:35.05 |       |
| 14   | 7    | Jose Neumann Doig        | PER Peru       | 4:46.10 |       |

### Final A
A final A foi realizada em 9 de agosto. 
| Pos.              | Raia | Nadador                | Nacionalidade      | Tempo   | Notas            |
| ----------------- | ---- | ---------------------- | ------------------ | ------- | ---------------- |
| Medalha de ouro   | 4    | Charlie Swanson        | USA Estados Unidos | 4:11.46 |                  |
| Medalha de prata  | 2    | Leonardo Coelho Santos | BRA Brasil         | 4:19.41 |                  |
| Medalha de bronze | 5    | Brandonn Almeida       | BRA Brasil         | 4:21.10 |                  |
| 4                 | 6    | Tomas Peribonio        | ECU Equador        | 4:22.21 |                  |
| 5                 | 3    | Jarod Arroyo           | PUR Porto Rico     | 4:22.87 |                  |
| 6                 | 7    | Héctor Ruvalcaba Cruz  | MEX México         | 4:24.18 |                  |
| 7                 | 1    | Erick Gordillo Guzman  | GUA Guatemala      | 4:25.62 | Recorde nacional |
| 8                 | 8    | Santiago Corredor      | COL Colômbia       | 4:35.44 |                  |

Legenda
| Recorde mundial                  | Recorde mundial (World record)               |                       | Recorde africano                      | Recorde africano (African) |                                           | Q | Classificado por posição (Qualified) |
| Recorde dos Jogos Pan-Americanos | Recorde pan-americano (Pan-American record)  | Recorde da América    | Recorde da América (Americas)         | q                          | Classificado por melhor tempo (Qualified) |   |                                      |
| Melhor marca do ano              | Melhor marca do ano (World leading)          | Recorde asiático      | Recorde asiático (Asian)              | DNS                        | Não largou (Did not start)                |   |                                      |
| Recorde nacional                 | Recorde nacional (National record)           | Recorde europeu       | Recorde europeu (European)            | DNF                        | Não terminou (Did not finish)             |   |                                      |
| Recorde pessoal                  | Recorde pessoal do atleta (Personal best)    | Recorde da Oceania    | Recorde da Oceania (Oceania)          | DSQ / DQ                   | Desclassificado (Disqualified)            |   |                                      |
| Recorde da temporada             | Recorde da temporada do atleta (Season best) | Recorde sul-americano | Recorde sul-americano (South America) | NM                         | Sem marca (No mark)                       |   |                                      |